# U-928
U-928 – niemiecki okręt podwodny (U-Boot) typu VII C z okresu II wojny światowej. Okręt wszedł do służby w 1944 roku. Jedynym dowódcą był Oblt. Hellmut Stähler.

## Historia
Wcielony do 4. Flotylli U-Bootów celem szkolenia załogi; nie odbył ani jednego rejsu bojowego i nie zatopił żadnej jednostki przeciwnika.
Poddany 9 maja 1945 roku w Bergen (Norwegia), przebazowany 30 maja 1945 roku do Loch Ryan (Szkocja). Zatopiony 16 grudnia 1945 roku podczas operacji Deadlight ogniem artyleryjskim.